# Medalla de Veterano de las Fuerzas Armadas de la URSS
La Medalla de Veterano de las Fuerzas Armadas de la URSS (en ruso: Медаль «Ветеран Вооружённых Сил ССР») fue una condecoración por servicio prolongado de las Fuerzas Armadas de la Unión Soviética establecidas el 20 de mayo de 1976 por decreto del Presídium del Sóviet Supremo de la Unión Soviética y premiaba a los militares del Ejército Soviético, la Armada, las tropas fronterizas y las tropas del Ministerio del Interior, que hayan prestado un servicio impecable durante 25 o más años. Su estatuto fue enmendado dos veces por decretos adicionales del Presídium del Sóviet Supremo de la URSS, primero el 18 de julio de 1980, y por último el 10 de enero de 1984.

## Estatuto
La Medalla de Veterano de las Fuerzas Armadas de la URSS fue otorgada a los soldados del Ejército Soviético, de la Armada Soviética, de las Tropas Fronterizas y de las Tropas del Ministerio del Interior, que sirvieron impecablemente en las Fuerzas Armadas de la URSS durante veinticinco años o más. La medalla también podía ser otorgada a personas ya retiradas del servicio militar activo antes de la emisión del Decreto que lo establece, que sirvieron impecablemente en las Fuerzas Armadas de la URSS durante veinticinco años o más.
La medalla era otorgada en nombre del Presídium del Sóviet Supremo de la Unión Soviética por el Ministerio de Defensa de la URSS, el Ministerio del Interior de la URSS y el Comité de Seguridad del Estado de la URSS.
La Medalla de veterano de las Fuerzas Armadas de la URSS se lleva en el lado izquierdo del pecho y, en presencia de otras órdenes y medallas de la URSS, se coloca después de la Medalla al Trabajador Veterano. Si se usa en presencia de órdenes o medallas de la Federación de Rusia, estas últimas tienen prioridad.
Cada medalla venía con un certificado de premio, este certificado se presentaba en forma de un pequeño folleto de cartón de 8 cm por 11 cm con el nombre del premio, los datos del destinatario y un sello oficial y una firma en el interior.
El autor del dibujo de la medalla es el artista Pylpiv Roman Mijailovich. A 1 de enero de 1995 se había otorgado la medalla a aproximadamente 800.000 personas.

## Descripción
Es una medalla circular de tombac plateado de 32 mm de diámetro con un borde elevado por ambos lados.
El anverso esta oxidado, y tiene en su parte superior una estrella de cinco puntas esmaltada en rojo rubí superpuesta a la imagen en relieve de la hoz y el martillo, justo debajo en el centro, la inscripción en relieve «URSS» (en ruso: «СССР») sobre una rama de laurel rizada; en la parte inferior a lo largo de la circunferencia de la medalla, un pergamino en relieve con la inscripción en letras prominentes «VETERANO DE LAS FUERZAS ARMADAS» (en ruso: «ВЕТЕРАН ВООРУЖЕННЫХ СИЛ»). El reverso es completamente liso con un acabado mate.
La medalla esta asegurada a una montura pentagonal soviética estándar mediante un anillo a través del bucle de suspensión de la medalla. La montura esta cubierta por una cinta de muaré de seda gris de 24 mm de ancho con cuatro franjas naranjas y tres negras alternadas a lo largo de su borde derecho y dos franjas rojas a lo largo de su borde izquierdo. El ancho de las franjas naranjas y negras es de 1 mm, excepto la franja naranja más externa que es de 2 mm, las franjas rojas son respectivamente de 3 mm y 1 mm con un espaciado de 2 mm.